# Tonny Pannemans
Tonny Pannemans (* 18. Februar 1946 in Venlo) ist eine niederländische Badmintonspielerin.

## Karriere
Tonny Pannemans zog mit ihrer Familie im Alter von vier Jahren 1950 nach Heerlen. Durch ihren Vater, selbst Badmintonspieler, wurde sie zum Badminton animiert. 14-jährig begann sie 1960 bei ODS (Ontspanning Door Sport) zu trainieren, ein Jahr später wechselte sie zum HBC (Heerlense Badmintonclub). 1968 und 1971 siegte sie bei den Belgian International, 1975 bei den Swiss Open. Für ihre späteren Erfolge bei den Senioren wurde sie 2005 von ihrer Heimatstadt Heerlen geehrt.

## Sportliche Erfolge
| Saison | Veranstaltung                    | Disziplin   | Platz | Name                            |
| ------ | -------------------------------- | ----------- | ----- | ------------------------------- |
| 1969   | Belgian International            | Mixed       | 1     | Leo Kountul / Tony Pannemans    |
| 1969   | Belgian International            | Dameneinzel | 1     | Tonny Pannemans                 |
| 1971   | Belgian International            | Mixed       | 1     | Clemens Wortel / Tony Pannemans |
| 1971   | Belgian International            | Damendoppel | 1     | Tony Pannemans / Lore Hawig     |
| 1971   | Belgian International            | Dameneinzel | 1     | Tonny Pannemans                 |
| 1975   | Swiss Open                       | Damendoppel | 1     | Tonny Pannemans / Ann Parsons   |
| 1997   | Senioren-Europameisterschaft 50+ | Dameneinzel | 3     | Tonny Pannemans                 |